# Притубинский
Притубинский — поселок в Минусинском районе Красноярского края. Входит в состав Прихолмского сельсовета.

## История
В 1976 г. Указом Президиума ВС РСФСР поселок фермы № 1 Енисейского совхоза переименован в Притубинский.

## Население
| 2010 |
| ---- |
| 411  |